# 글리치 (드라마)
《글리치》(영어: Glitch)는 넷플릭스에서 2022년 10월 7일부터 방영된 대한민국의 코미디, 스릴러, 미스터리 드라마이다.

## 제작진

### 연출
- 노덕

### 극본
- 진한새

## 주요 인물
- 전여빈 : 홍지효 역 (아역 : 신린아)
- 나나 : 허보라 역 ( 아역 : 조예린)
- 이동휘 : 이시국 역

## 그 외 인물
- 류경수 : 김병조 역
- 박성연 : 최성주 역
- 태원석 : 값대위 역
- 이민구 : 김동혁 역
- 박원석 : 조필립 역
- 전배수 : 홍준식 역
- 김국희 : 구혜연 역
- 김한나 : 이미주 역
- 최수임 : 오세희 역
- 손숙 : 백윤선 역
- 백주희 : 서화정 역
- 고창석 : 김찬우 역
- 정다빈 : 김영기 역 (아역 : 권예은)
- 김명곤 : 좁 역
- 윤병희 : 뉴비 역
- 정규수 : 탁터송 역
- 김남희 : 마형우 역
- 마성민 : 조셉 역
- 박수영 : 권영웅 역
- 안세호 : 박 팀장 역

## 참고 사항
- 이동휘와 류경수는 영화 《브로커》 이후로 1개월만에 재회하는 작품이다.
- 류경수와 백주희는 영화 《인질》 이후로 2개월만에 재회하는 작품이다.